# 초우드리 라흐마트 알리
초우드리 라흐마트 알리(Choudhry Rahmat Ali, 1897년 11월 16일 – 1951년 2월 3일)는 인도 제국의 무슬림은 따로 국가를 세워야 한다는 두 국가 이론에 기인한 파키스탄 운동을 주장한 이슬람교 국민주의자이다. 1933년 Now or Never을 발간하여, 인도 제국의 펀자브, 아프가니아(당시 북서변경주), 카슈미르, 신드, 발루치스탄 등 5개의 북서부 지방을 묶어 파키스탄이라는 이름을 붙였다.